# ウッディタウン
ウッディタウンは、兵庫県三田市にあるニュータウンの一つ。

## 概要

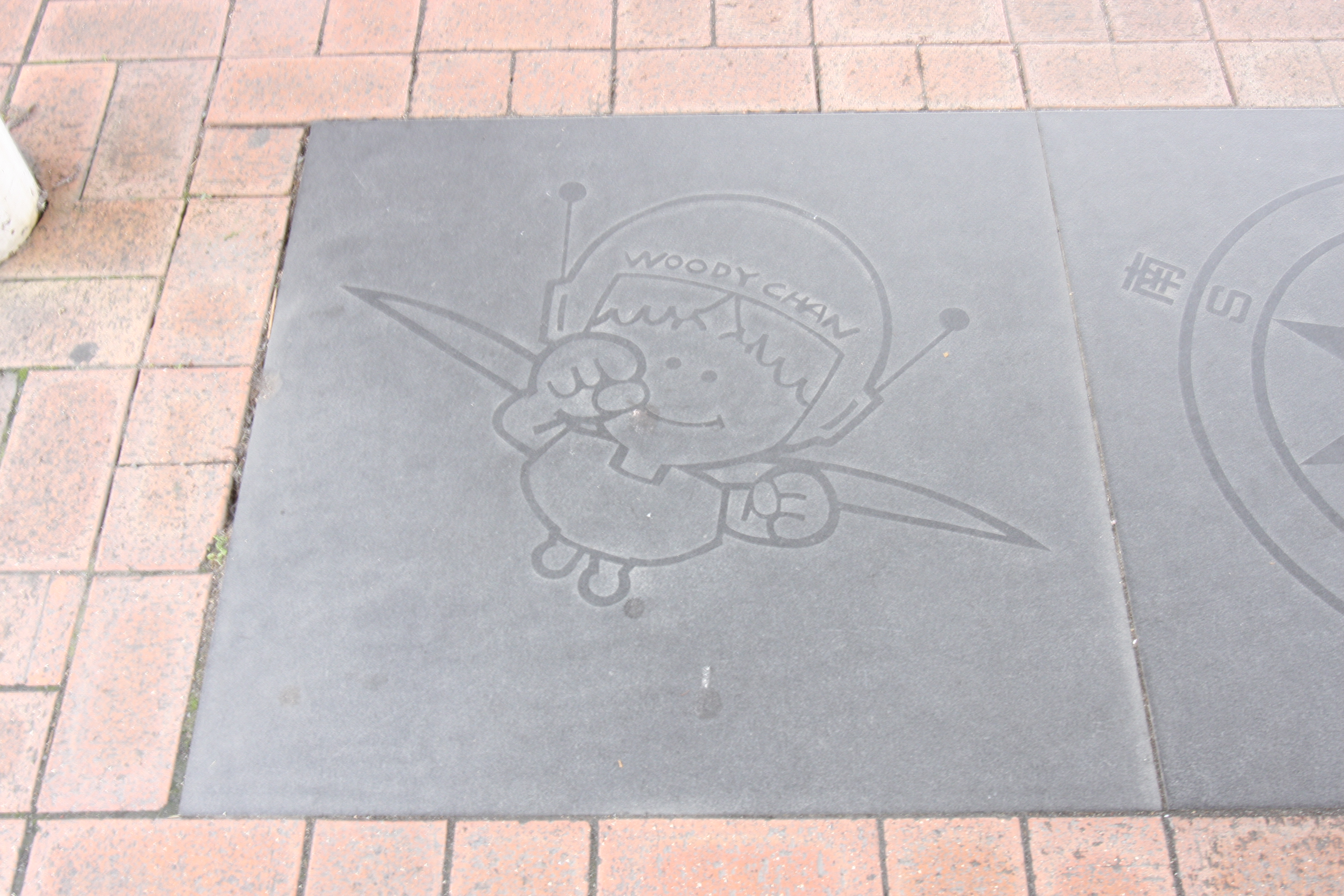
ウッディタウン街開き時のキャラクターWOODY CHAN（新三田駅前に埋め込まれたローレリーフ）

神戸三田国際公園都市の北部・北摂三田ニュータウンのうち、フラワータウンに続き2番目に開発が進められた地域。独立行政法人都市再生機構により、1970年（昭和45年）に計画が決定され、1987年（昭和62年）に街開きした。開発面積は三田市のニュータウンでは最大である。
「すずかけ台」、「あかしあ台」、「けやき台」、「ゆりのき台」の4地区からなり、計画人口は48,000人を想定しているが、2011年現在でも一部で宅地開発が進んでいる。戸建住宅が多く、整然と並ぶ街路樹や整備されている広い市道、大きな公園が点在しており、趣向をこらした住居なども多く、緑豊かな住宅地で大阪や神戸のベッドタウンである。
1996年（平成8年）3月には、神戸電鉄の公園都市線がフラワータウン駅から延伸し、南ウッディタウン駅とウッディタウン中央駅が新設された。これにより、JR宝塚線と接続する三田駅とは約10分で結ばれ、大阪方面へのアクセスが改善。ニュータウン内はもとより、三田市全体の人口増加にもつながった。ただし、それ以前から乗り入れている神姫バスで一つ隣の新三田駅に出て大阪方面へ向かう住民もいる（同駅からの始発列車が多く、着席しやすいため。同駅から大阪駅までは快速列車で約45分）。
各地区を取り囲むように環状の道路が通っており、中国自動車道の神戸三田インターチェンジや舞鶴若狭自動車道の三田西インターチェンジといった高速道路や、隣接するカルチャータウンなどへのアクセスに使われる。
両駅の開業にあわせ、駅前には大規模なショッピングセンターや主要な道路沿いに専門店が次々と建てられ、ウッディタウン中央駅の北にはホテルも誕生している（神戸三田ホテル。当時は『神戸三田新阪急ホテル』）。

## 主な施設

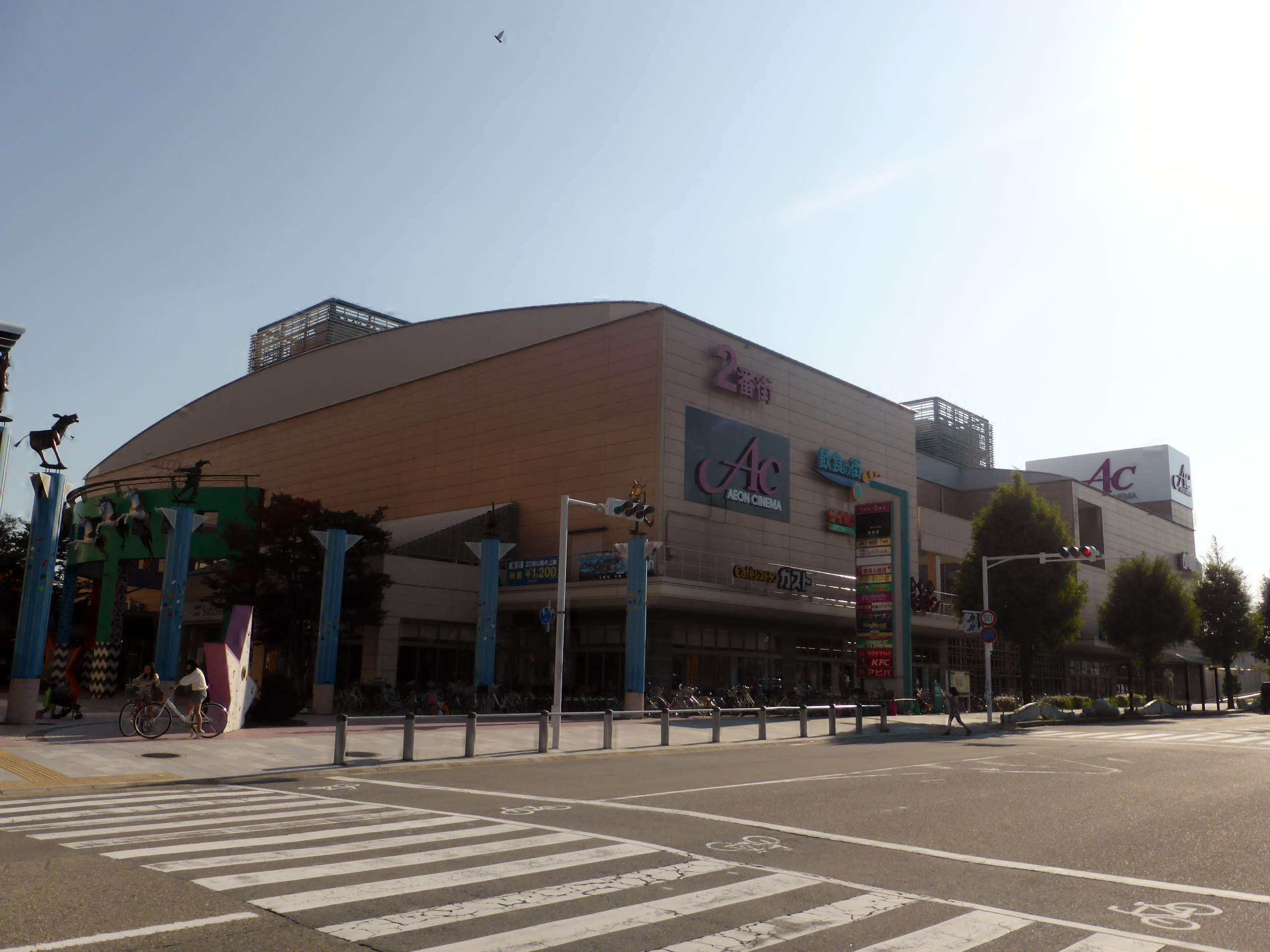
イオンシネマ

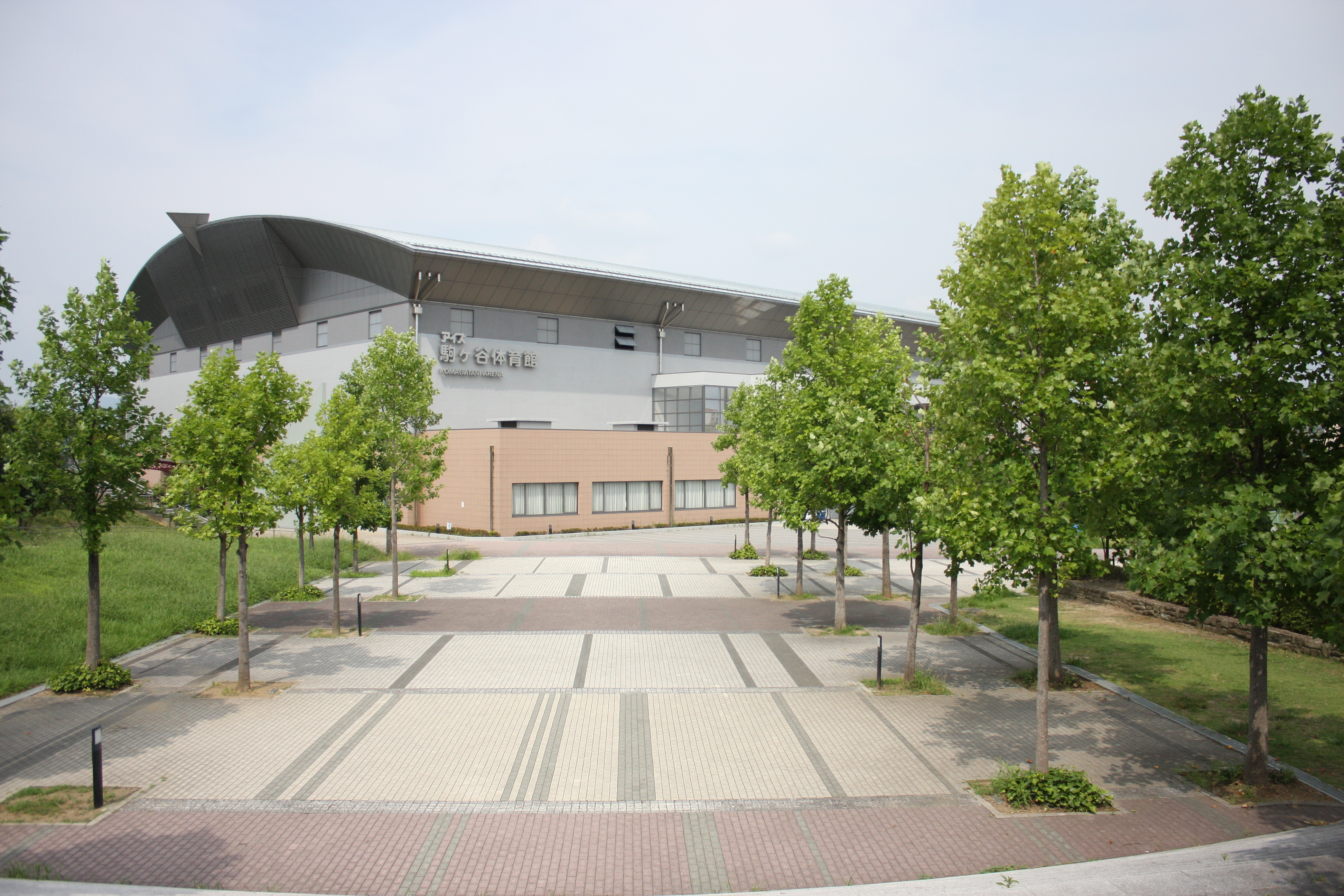
駒ヶ谷運動公園体育館

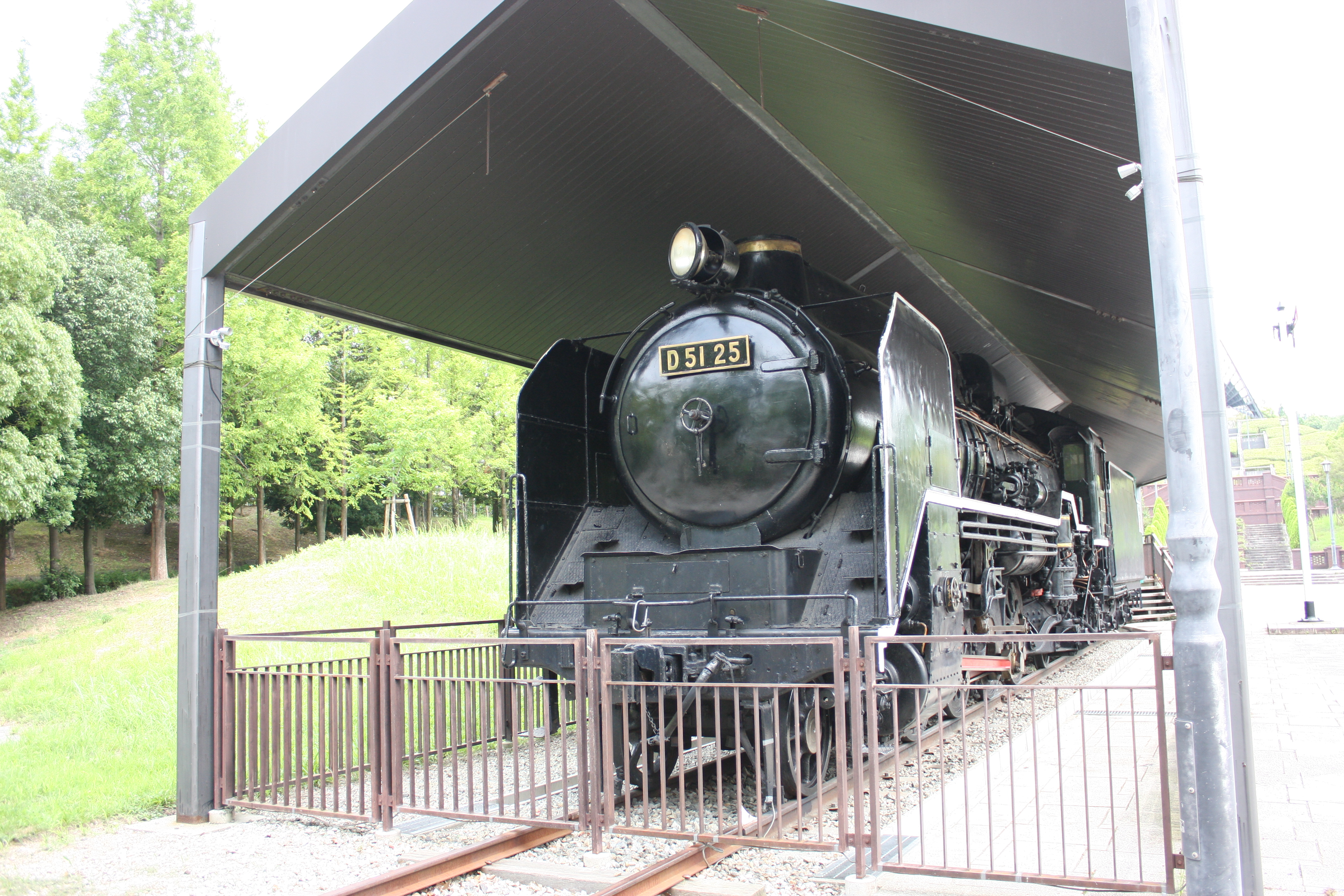
蒸気機関車・D51 25（はじかみ池公園に静態保存）

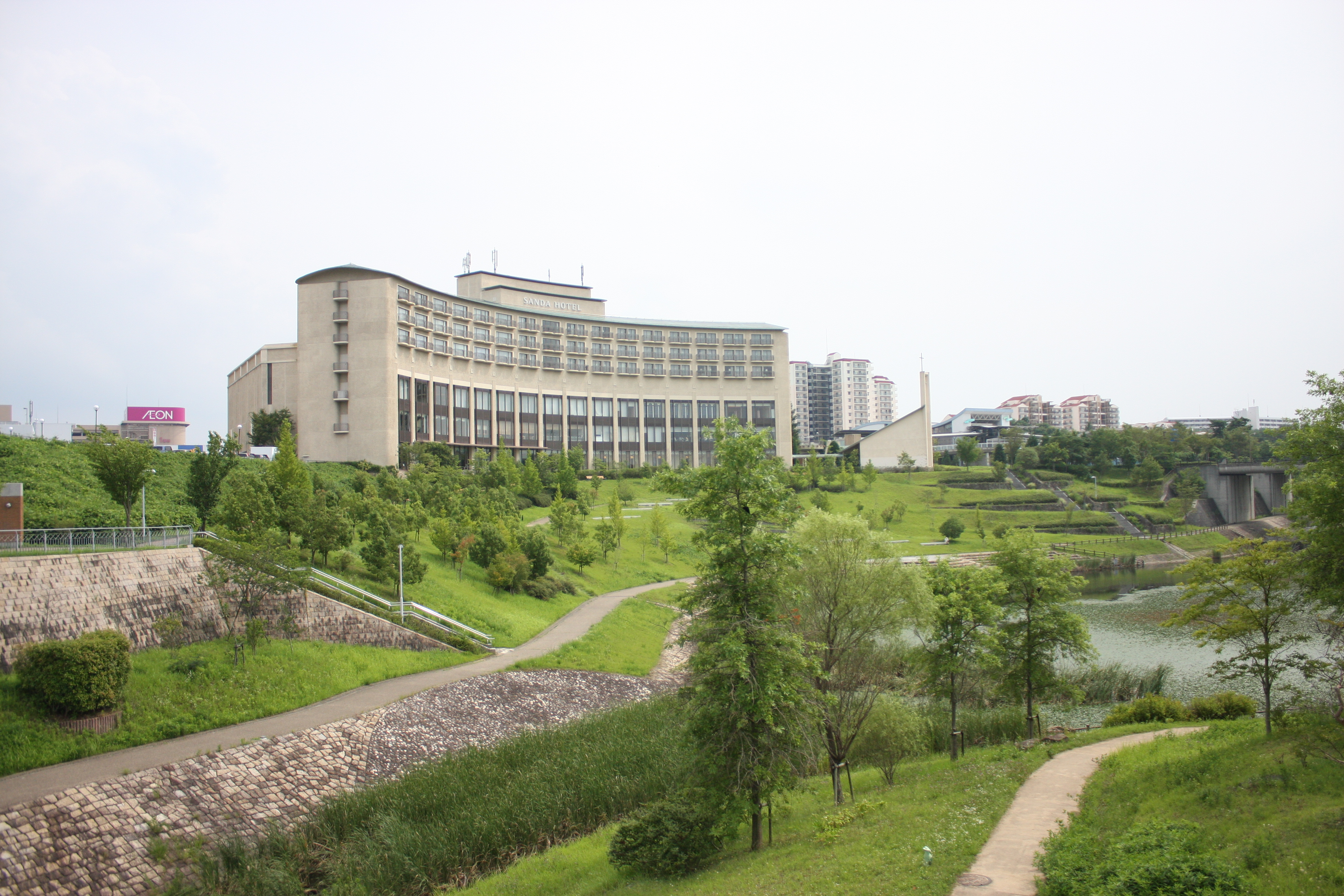
平谷川と三田ホテル

### 商業施設
- イオン 三田ウッディタウン店（旧：三田ウッディタウンサティ）
  - イオンシネマ（旧：ワーナー・マイカル・シネマズ）三田ウッディタウン
- 阪急オアシス
- サンディ
- ロピア
- スーパーマルハチ
- 万代
- スーパーセンタートライアル
- ローソン（2店舗）
- ダイキ
- コーナン
- エディオン
- ケーズデンキ
- 上新電機
- ヒマラヤGOLF
- スポーツクラブNAS
- キリン堂
- ディスカウント ドラッグコスモス
- ウエルシア薬局
- セブン-イレブン
- パティシエ エス コヤマ

### 公園
- すずかけ台公園
- あかしあ台公園
- ゆりのき台公園
- けやき台公園
- はじかみ池公園
- 中央公園
- 駒ケ谷運動公園
- りんごの花公園

### 学校
- 小学校
  - 三田市立すずかけ台小学校
  - 三田市立あかしあ台小学校
  - 三田市立けやき台小学校
  - 三田市立ゆりのき台小学校
- 中学校
  - 三田市立けやき台中学校
  - 三田市立ゆりのき台中学校
- 高等学校
  - 兵庫県立三田西陵高等学校

### その他
- ウッディタウン市民センター
- 三田ホテル[2]（旧：神戸三田新阪急ホテル）
- 三田市立図書館・分館
- 三田市民病院
- 三田ウッディタウン郵便局
- 三田けやき台郵便局
- 三田ゆりのき台郵便局
- 有馬カンツリー倶楽部

## 道路
- 兵庫県道720号テクノパーク三田線（三田幹線）
- 兵庫県道316号広野永福線
- 兵庫県道141号黒石三田線

## 公共交通機関

### 鉄道
- 神戸電鉄公園都市線 南ウッディタウン駅 - ウッディタウン中央駅
- JR宝塚線 新三田駅（地域外だが、近接している）

### バス
- 神姫バス

ゆりのき台に神姫バス三田営業所がある。
- 阪神バス

大阪梅田・新大阪駅方面へ路線がある（神姫バスと共同運行）

## その他
- 各地名はすべて植物名から来ていて、「あかしあ台」の地名もマメ科の植物の英語のアカシアから来ているが、兵庫県に所在しているためか発音が似ている同じ県内の明石市とは無関係で同市にあると間違えられやすい[注釈 1][注釈 2]。